# Willie Davenport
William „Willie“ Davenport (* 8. Juni 1943 in Troy (Alabama); † 17. Juni 2002 in Chicago) war ein US-amerikanischer Leichtathlet. Bei einer Körpergröße von 1,86 m betrug sein Wettkampfgewicht 84 kg. 

## Karriere
Willie Davenport nahm viermal an Olympischen Spielen im 110-Meter-Hürdenlauf teil. 1964 schied er im Halbfinale mit 14,28 s aus. 1968 gewann er Gold in 13,33 s. Dieser Hürdenwettbewerb war 1968 einer der wenigen auf den kurzen Strecken, in denen es keinen Weltrekord gab.
1972 wurde Davenport Vierter in 13,50 s. 1976 gewann Davenport schließlich in 13,38 s Bronze hinter dem Franzosen Guy Drut und dem Kubaner Alejandro Casañas. Wenn man von den Spielen 1980 absieht, die die US-Amerikaner ja boykottierten, gewann der beste US-Amerikaner im 110-Meter-Hürdenlauf seit 1896 immer Gold oder Silber, außer eben 1976, wo der Oldie Davenport die Ehre der US-Hürdensprinter verteidigen musste, während der Mitfavorit Charles Foster nur Vierter wurde. Fairerweise sollte man allerdings erwähnen, dass sowohl Drut als auch Casañas Weltrekordläufer waren. Willie Davenport stellte "nur" einmal, nämlich 1969, den Uraltweltrekord von Martin Lauer ein.
Mit 33 Jahren beendete Willie Davenport 1976 seine olympische Karriere als Hürdenläufer. Bei den Olympischen Winterspielen 1980 startete Davenport als Anschieber im Viererbob und belegte Platz 12.
Willie Davenport war einfacher Soldat in der Army, als er 1964 sein olympisches Debüt gab. 2002 starb er als Oberst der Nationalgarde, als er auf dem Flughafen von Chicago einem Herzinfarkt erlag.

## Sonstiges
Willie Davenport war als Fallschirmjägersoldat von 1961 bis 1963 in Mainz-Gonsenheim stationiert. In dieser Zeit hat ihn Berno Wischmann, Gründer des Sportinstituts in der Universität Mainz, im 110-Meter-Hürdenlauf trainiert.